# ژرالد پاسی
ژرالد پاسی (انگلیسی: Gérald Passi؛ زادهٔ ۲۱ ژانویهٔ ۱۹۶۴) بازیکن سابق فوتبال اهل فرانسه است.
از باشگاه‌هایی که در آن بازی کرده‌است می‌توان به باشگاه فوتبال مون‌پلیه، باشگاه فوتبال موناکو، باشگاه فوتبال ناگویا گرامپوس، باشگاه فوتبال تولوز و باشگاه فوتبال سن-اتین اشاره کرد.